# Phymatostetha cincta
Phymatostetha cincta är en insektsart som beskrevs av Victor Lallemand 1923. Phymatostetha cincta ingår i släktet Phymatostetha och familjen spottstritar. Inga underarter finns listade i Catalogue of Life.